# 제1차 제네바 협약

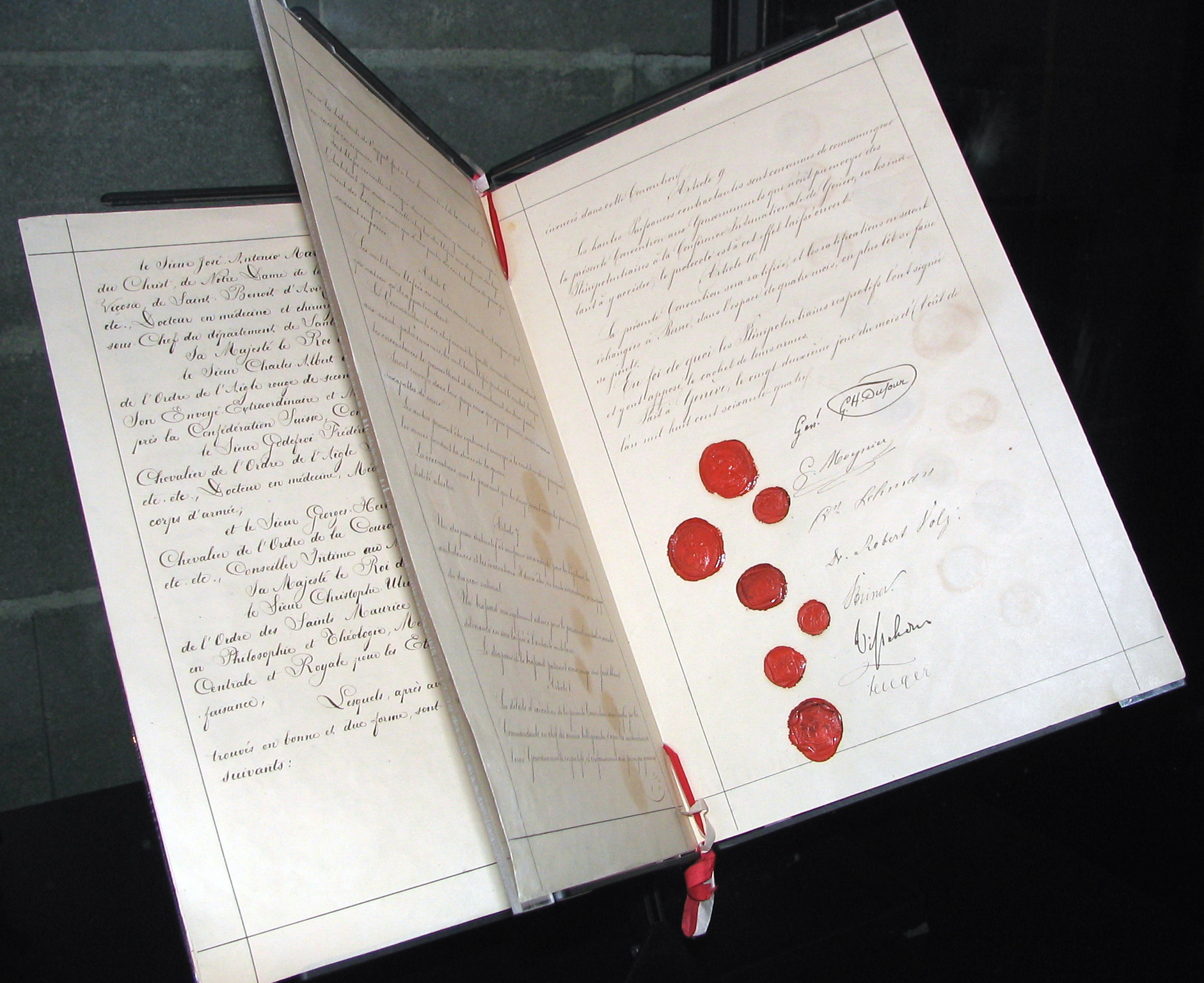
제1차 제네바 협약의 문서

제1차 제네바 협약(First Geneva Convention)은 1864년 8월 22일에 개최된 야전 부상자의 상태 개선을 위한 협약으로, 제네바 협약의 4개 조약 중 첫 번째이다. 이는 "무력충돌 피해자 보호를 위한 국제법 규칙의 기초"를 정의한다.
1864년 첫 번째 조약이 채택된 후 1906년, 1929년, 최종적으로 1949년에 크게 수정 및 대체되었다. 이 조약은 이 조항의 제정을 주도하고 시행하는 국제 적십자 위원회와 불가분의 관계를 맺고 있다.

## 같이 보기
- 제네바 협약
- 국제 적십자 위원회
- 국제인도법